# Barjas
Barjas (Barxas em galego) é um município da Espanha na província de León, comunidade autónoma de Castela e Leão, de área  km² com população de 313 habitantes (2007) e densidade populacional de 5,3 hab./km². É um dos municípios do Bierzo onde se fala galego.

## Demografia
| Variação demográfica do município entre 1991 e 2004 | Variação demográfica do município entre 1991 e 2004 | Variação demográfica do município entre 1991 e 2004 | Variação demográfica do município entre 1991 e 2004 |
| --------------------------------------------------- | --------------------------------------------------- | --------------------------------------------------- | --------------------------------------------------- |
| 1991                                                | 1996                                                | 2001                                                | 2004                                                |
| 714                                                 | 458                                                 | 368                                                 | 365                                                 |